# Nurschan Nurschigitow

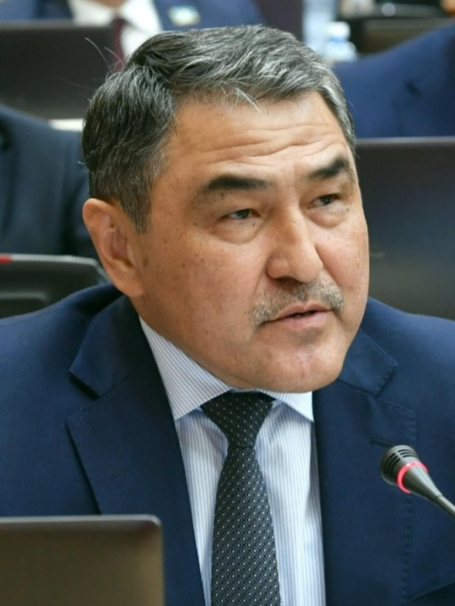
Nurschan Nurschigitow (2023)

Nurschan Moldijaruly Nurschigitow (kasachisch Нұржан Молдиярұлы Нұржігітов Nūrjan Moldiiarūly Nūrjıgıtov, russisch Нуржан Молдиярович Нуржигитов Nurschan Moldijarowitsch Nurschigitow; * 31. März 1967) ist ein kasachischer Politiker.

## Leben
Nurschigitow wurde 1967 geboren. Er absolvierte ein Maschinenbaustudium am Landwirtschaftlichen Institut Leningrad, das er 1991 abschloss. Einen weiteren Abschluss in Wirtschaftswissenschaften erlangte er 2005 an der Humanitären und Technischen Universität Schambyl in Taras.
Nach seinem Abschluss am Landwirtschaftlichen Institut im damaligen Leningrad arbeitete er zunächst in landwirtschaftlichen Betrieben im Audan Schualy. Ab 1996 war er etwa zwölf Jahre lang in verschiedenen Positionen in der Verwaltung des Audan Schualy tätig. 2008 wechselte er dann in die Verwaltung des Gebietes Schambyl, wo er ebenfalls verschiedene Positionen durchlief bis hin zum Abteilungsleiter. Zwischen 2011 und 2014 war er stellvertretender Abteilungsleiter in der Agentur für Angelegenheiten des öffentlichen Dienstes in der Region Schambyl und anschließend bis 2015 Leiter einer Abteilung der Agentur für Angelegenheiten des öffentlichen Dienstes und Korruptionsbekämpfung in der Region Schambyl. Zwischen 2015 und 2018 leitete Nurschigitow die Abteilung für Landwirtschaft des Gebietes Schambyl und danach die Abteilung für natürliche Ressourcen und Landschaftsmanagement.
Im Jahr 2019 bekleidete er zum ersten Mal ein politisches Amt, als er im August des Jahres zum Äkim des Audan Baisaq ernannt wurde. Im April 2021 wurde er stellvertretender Äkim (Gouverneur) des Gebietes Schambyl und am 7. April 2022 wurde er zum Äkim ernannt. Seit dem 3. September 2023 ist er Minister im erst neu geschaffenen Ressort für Wasserressourcen und Bewässerung im Kabinett Bektenow.